# 있다! 없다?
《있다! 없다?》는 2005년 11월 4일부터 2009년 6월 12일까지 방송되었던 예능 프로그램이다. 출연 성우는 이철용, 박기량, 안지환, 안경진, 시영준, 김상현, 양지운.

## 있다! 없다? 역사
- 매주 시청자들이 보내주는 사진과 동영상 UCC를 들고 MC들이 직접 해당 UCC의 현장을 추적하여 진실을 밝혀내는 프로그램이다.
- 2005년 11월 4일부터《신동엽의 있다! 없다?》라는 제목으로 첫 방송되었으며, 첫 회부터 저녁 7시에 방송되었으며, 2006년 가을개편부터 70분(매주 금요일 저녁 6시 50분 ~ 8시)으로 축소 편성되었으나 SBS가 저녁 7시 20분에 방송된 《그 여자가 무서워》를 통해 일일드라마를 부활시킴에 따라[1] 50분(매주 금요일 저녁 6시 30분 ~ 7시 20분)으로 축소 편성되었다.
- 차후 신동엽이 하차하면서 2008년 2월 6일부터 2월 29일까지 프로그램 제목을 《있다! 없다? 플러스》로 변경하였으며, 이 과정에서 박미선, 송은이, 노홍철 등이 새롭게 투입되었으며,[2] 그러다가 2008년 3월 7일부터 다시 원래 제목으로 변경하였다. 한편 그 해 5월 17일부터 매주 토요일 오후 시간대로 옮겨지면서[3] 박미선이 빠졌는데 본인이 공동 MC로 활동해 온 MBC 《명랑히어로》와의 겹치기 출연을 피하기 위한 것으로 추측된다.
- 그 후 2008년 10월 31일부터 가을개편 때 매주 금요일 밤 8시 55분으로 시간대가 조정되었으며, 이 과정에서 같은 해 5월 9일부터 이 시간에 편성된 《웃음을 찾는 사람들》은 SBS가 《신의 저울》을 끝으로 금요드라마를 폐지에 따라[4] 금요드라마 1부 시간대였던 매주 금요일 밤 9시 55분으로 이동하였다.
- 이후 초기에는 시청률 20%대를 돌파하여 동시간대 1위를 하였으나 2006년 말부터 MBC 《무한도전》에 밀려 시청률이 떨어지자 2009년 봄 개편 때 시간대를 변경[5]한 KBS 2TV 《스펀지》때문에 시청률이 갈수록 하락세를 보여 같은 해 6월 12일에 막을 내렸다.

## 코너

### 할 수 있다! 없다?
이슈를 불러일으키고 있는 사진 및 동영상을 직접 실험해보고 새로운 지식을 발굴하는 코너.

### 핫 뜨는 UCC
한 주간 누리꾼들 사이에서 가장 관심을 받은 UCC를 순위대로 모아 신속하게 진실 여부를 밝혀내는 코너. 해당 코너는 성우 이철용이 담당한다.
(초반에는 스튜디오 녹화를 통해 패널들이 있다, 없다를 맞히는 형식으로 진행되다가 그 뒤 스튜디오 녹화가 폐지되고 녹화분으로 방송되었다.)